# Diplothorax coronatus
Diplothorax coronatus är en skalbaggsart som beskrevs av Holzschuh 2006. Diplothorax coronatus ingår i släktet Diplothorax och familjen långhorningar.
Artens utbredningsområde är Laos. Inga underarter finns listade i Catalogue of Life.